# 迎宾路街道 (郑州市)
迎宾路街道，是中华人民共和国河南省郑州市惠济区下辖的一个街道。

## 行政区划
迎宾路街道下辖以下地区：
桂圆社区、英才社区、西黄刘村、马庄村、金洼村、弓庄村、杨庄村、青寨村和木马村。